# 沈遂
沈遂（?—?），字佐時，秦朝的博士。
他的七世祖是沈尹戌，六世祖是沈諸梁。高祖父沈尹射字脩文，為楚令尹，旬日亡去，隱于華山。曾祖父沈尹赤字明禋。祖父沈郢字文明，召為丞相，不就。父沈平字俊之，封竹邑侯。
沈遂生沈倧，字文甫，左庶長、竹邑侯；孙沈遵字伯吾，漢齊王太傅、敷德侯，徙居九江壽春。